# オナペット
オナペット（和製英語:onapet）は､（主として）男性がオナニーを行う際に眺めたり思い浮かべたりして性的興奮を高めるために使用する女性。恋人のほか、タレントなどもオナペットとしてよく利用される。今後は女性が同様の目的に使用する男性についてもこう呼ばれるかもしれないとすると記載する文献もある。
性的興奮を高めるため、アダルト雑誌、一般雑誌のグラビアやグラビアアイドルの写真集などの静止画、アダルトビデオなどの動画、官能小説やアダルトゲームなどの各種媒体が利用される。これらの素材を、オナニーの快感を高める（=オナニーをより美味しくする）ための添え物であるとしておかずと呼ぶこともある。
類語としてズリネタ、オナニー・アイドル、オナニー・パートナー（オナパト）などがある。なお、オナニー・クイーンという用語は意味が異なる。1980年、ストリッパーの清水ひとみが渋谷の劇場でデビューするが、迫真のオナニーシーンは好評を博した。ここから、オナニーで魅せる女性をオナニー・クイーンと呼ぶ。その他、オナペットとして人気の高い女性アイドルを、「オナニー」（あるいは「オナペット」）と「アイドル」からなるかばん語のオナドルと呼ぶことがある。壇蜜のように、オナペットにされることを意識してグラビアアイドルになった旨公言する者もいる。
英語には、日本語のオナペットに直接対応する単語はなく、研究社の和英辞典では「a person who is one's "idol", about whom one fantasizes, or whose picture one look at, during masturbation」と説明している。

## 沿革
この単語の用例は少なくとも1960年代まで遡れる。『平凡パンチ』1985年4月8日号が、1960年代にオナペットと目されていた約40人の女性を紹介している。その中で「60'sオナペットNo.1はこのヒト」との見出しが付けられているのが松岡きっこで、記事本文には「とにかく”目”。彼女の魅力はこれに尽きる。『眠れる美女』（大映）でデビュー後、悪女役もこなし、『11PM』のホステスで名を広めた。」とある。また中山麻理が冒頭に「いつも真っ黒がウリだった」の見出しとともに掲載され「エキゾチックなマスクとプロポーションで一時は男たちの目を独占したのが中山麻理。いつも真っ黒で、そのあたりからくる若々しさも大いに麻里人気に貢献した。」とある。
1970年頃、女優渥美マリがオナペット女優と呼ばれ人気を博す。1970年7月24日号の『週刊ポスト』に「米兵のオナペット--渥美マリ」という見出しの記事が載る。同じ『週刊ポスト』1972年5月19日号にも渥美をオナペットと表現した記事がある。
『週刊プレイボーイ』1972年9月5日号では、『ニッポン美女＜オナペット＞の系譜　八千草薫・吉永小百合から栗田ひろみまで」という特集が組まれている。書き出しの部分に「いまやシットリ調の「ONAPET」が大モテ。奥サマのオイロケたっぷりの”八千草薫”、お姉サマと頼れる”吉永小百合”、それに妹みたいにつきあえる”栗田ひろみ”がなんたってナウなONAPETビッグ３なんだってさ。」とある。
1974年1月1日発行の『現代用語の基礎知識』1974年版が、「オナペット」を見出し語として採録する。
1974年前後に、歌手の松尾和子はオナペット歌手の称号を得ていた。当時39歳だった松尾は『月刊POCKETパンチOh』誌で「オナペットの女王」として取り上げられ、インタビューで次のように答えている。
また、『スポーツニッポン』誌に
という記事が掲載される。
また1980年にカティーサークのCMに起用されて一躍人気を得た藤方佐和子は、『平凡パンチ』1980年6月30日号でのインタビューに答えて、「えッ、私がオナペット？　うれしい。どうせなら日本一のオナペットになりたい」 と答えている。このように『平凡パンチ』や『週刊プレイボーイ』等の雑誌では、80年前後くらいまではオナペットが一般的な用語として使われていた。オナペットという単語は明るい印象をもって堂々と使われていたとする文献もある。
『週刊プレイボーイ』1986年7月8日号は「憧れのオナペット決定!!　100万人の読者アンケート 想像力をカキたてる女は誰だ!?」という特集を組んでいるが、この中に「オナペットは（当時すでに）古い言葉」という趣旨の記述が見られる。ちなみに、1位には沢口靖子が上げられている。「清純なイメージがいい」「かわいい」「きれい」が理由だという。
2001年発行の『日本国語大辞典』が「オナペット」を見出し語として採録する。
上述の通り、1986年の時点で古い言葉であるとする文献もあるが、2015年以降もこの単語の用例はある。『週刊大衆』2017年11月15日号では『「わが青春のオナペット」ガチンコランキング！』という特集があった。回答者は534人で1位はアグネス・ラムであった。その他、電車内の吊り広告では2013年現在NGワードに指定されている。「表現が卑猥、乗客に対して羞恥心を抱かせる可能性がある」という理由でオカズと言い換えることになっている。